# Зарянов, Иван Михеевич
Иван Михеевич Зарянов (1894—1975) — член Военной коллегии Верховного Суда СССР, генерал-майор юстиции (1943). Был судьей на Токийском процессе над японскими военными преступниками.

## Биография
Родился 26 ноября 1894 года в деревне Родинская Трушниковской волости Слободского уезда Вятской губернии (ныне деревня не существует, находилась на территории Верхнекамского района Кировской области).
Окончил юридическую школу и институт Красной профессуры, в органах военной юстиции работал с 1920 года.
В январе 1923 года — председатель военного трибунала Приволжского военного округа.
С 1936 по 1938 год был членом Военной коллегии Верховного суда СССР, подписывал смертные приговоры в годы Большого террора.
С ноября 1941 по январь 1942 года — председатель военного трибунала Приволжского военного округа, а во время войны — фронта.
С 4 апреля 1942 по 5 августа 1945 года — начальник Военно-юридической академии Красной армии.
С 1 сентября 1945 по 1 сентября 1954 года — член Военной коллегии и начальник отдела военных трибуналов войск МВД ВК Верховного суда СССР.
После смерти Сталина в июне 1955 года был исключён из партии «за допущение и грубое нарушение социалистической законности во время работы в Военной коллегии Верховного суда СССР», лишён генеральского звания, исключён из КПСС.
Похоронен на Введенском кладбище.

## Награды
- Орден Ленина
- Орден Красного Знамени (20.08.1937) — за успешную работу по укреплению революционной законности и охране интересов государства
- Орден Красной Звезды